# M12 (Noord-Ierland)
De M12 is een autosnelweg in Noord-Ierland. De weg loopt van de M1 naar Craigavon. De M12 is 2,4 kilometer lang en is aangelegd tussen 1970 en 1991. 
Groot-Brittannië:
M1 · M2 · M3 · M4 · M5 · M6 · M6 Toll · M8 · M9 · M10 · M11 · M18 · M20 · M23 · M25 · M26 · M27 · M32 · M40 · M42 · M45 · M48 · M49 · M50 · M53 · M54 · M55 · M56 · M57 · M58 · M60 · M61 · M62 · M65 · M66 · M67 · M69 · M73 · M74 · M77 · M80 · M90 · M180 · M181 · M271 · M275 · M602 · M606 · M621 · M876 · M898
A1(M) · A3(M) · A38(M) · A48(M) · A57(M) · A58(M) · A64(M) · A66(M) · A74(M) · A167(M) · A194(M) · A308(M) · A329(M) · A404(M) · A601(M) · A627(M) · A823(M)
Noord-Ierland:
M1 · M2 · M3 · M5 · M12 · M22 · A8(M)